# Srbijansko-crnogorska rukometna reprezentacija
Srpsko-crnogorska rukometna reprezentacija je predstavljala državu Srbiju i Crnu Goru u športu rukometu.

## Poznati igrači i treneri
Sastav reprezentacije iz 2006. godine koji je nastupio na EP u Švicarskoj. Ujedno je to bilo i zadnje veliko natjecanje za ovu reprezentaciju.
- Ratko Đurković
- Nikola Kojić
- Milorad Krivokapić
- Goran Đukanović
- Vladica Stojanović
- Alem Toskić
- Danijel Šarić
- Vladimir Petrić
- Alen Muratović
- Dragan Sudžum
- Arpad Šterbik
- Žikica Milosavljević
- Danijel Anđelković
- Momir Ilić
- Ratko Nikolić
- Nikola Manojlović

## Nastupi naOI
Dok je postojala kao državna zajednica, reprezentacija Srbije i Crne Gore nije zabilježila niti jedan nastup na Olimpijskim igrama.

## Nastupi naSP
Na Svjetskim prvenstvima nastupali su 5 puta (prvi puta 1997.), a najbolji rezultat ostvarili su osvajanjem brončanih medalja 1999. i 2001. godine.
- prvaci:
- doprvaci:
- treći: 1999., 2001.

## Nastupi naEP
Pet puta su nastupali na Europskim prvenstvima (prvi puta 1996.), a najbolji im je rezultat bronca iz iste godine.
- prvaci:
- doprvaci:
- treći: 1996.